# Montignac-le-Coq
Montignac-le-Coq – miejscowość i gmina we Francji, w regionie Nowa Akwitania, w departamencie Charente.
Według danych na rok 1990 gminę zamieszkiwały 162 osoby, a gęstość zaludnienia wynosiła 16 osób/km² (wśród 1467 gmin regionu Poitou-Charentes Montignac-le-Coq plasuje się na 833. miejscu pod względem liczby ludności, natomiast pod względem powierzchni na miejscu 824.).